# Crestview (Kalifornien)
Crestview (auch: Crest View) ist eine Siedlung auf gemeindefreiem Gebiet in Mono County, Kalifornien. Es liegt in der Long Valley Caldera am U.S. Highway 395 auf einer Höhe von 2292 m. Als Streusiedlung werden alle Bauten in der nördlichen Caldera Crestview zugerechnet. Einwohnerdaten werden nicht erhoben.